# Francesca Cuzzoni

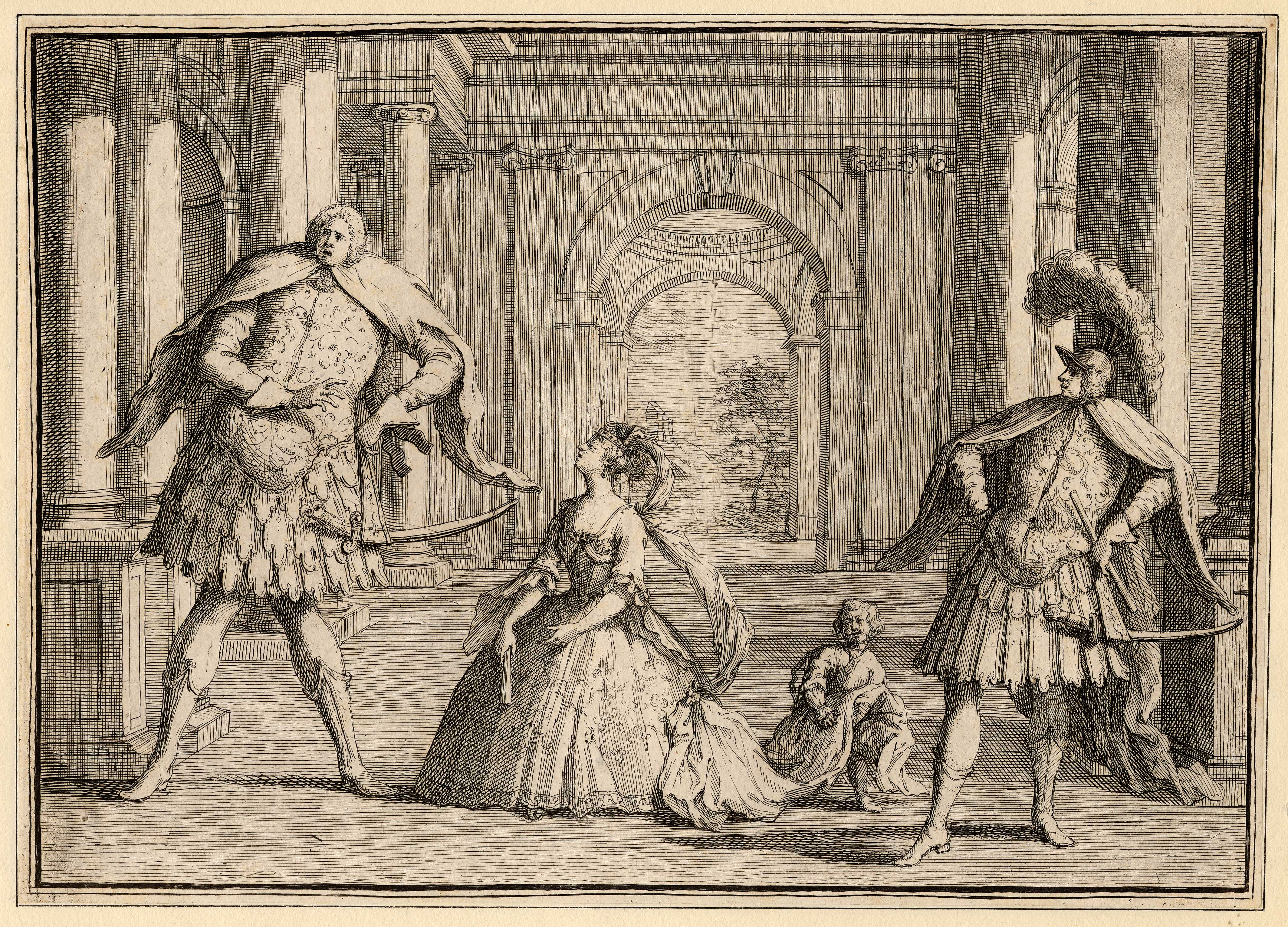
Grabado con la caricatura de Senesino y Francesca Cuzzoni.

Francesca Cuzzoni ("La Parmigiana") (Parma, Italia, 1700-Bolonia, 1772), fue una soprano italiana. Considerada una de los mayores astros del barroco femenino y uno de los más perfectos exponentes del bel canto, su voz pasó a la historia como una de las más bellas del siglo XVIII, definida como Voce d’angelo (‘voz de ángel’) por su resonancia, homogeneidad, su vibrato dulce y penetrante y su facultad de modular y disminuir las notas con prodigioso efecto. Su fraseo era muy suave en los momentos lánguidos, elegíacos y patéticos. Si bien no era una experta consumada en la coloratura, dominaba su canto con nitidez y flexibilidad. Fue probablemente la primera soprano italiana en poseer las características de soprano aguda.
Su extensión abarcaba dos octavas entre el do3 y el do5. Con una entonación perfecta y una sorprendente igualdad de registro, Cuzzoni era además enormemente admirada por el gusto y la delicadeza con que sabía adornar las melodías como por su trino que la parangonaba a un ruiseñor. El único defecto que adolecía era carecer de la suficiente rapidez de ejecución en los allegros, a pesar de lo cual podía conducir su voz y mantener el fiato con una perfección tal que le daban el título de maestra.
Cuzzoni tuvo que soportar durante toda su carrera el absoluto reinado de los castrati, siendo a pesar de ello una de las primeras mujeres que lograron hacerse una fama y renombre enormes. El hecho de que fuera una mujer haciendo de mujer provocaba tal grado de morbosidad en la audiencia que acarreó mucho público a la ópera solo por ello.

## Inicios
Francesca Cuzzoni nació en Parma en 1700. Estudió con Petronio Lanzi, quien la preparó hasta su debut a los 16 años en la pastora de Dafni en Parma al lado de una grande del settencento: Vittoria Tesi. En el mismo año de 1716 debutó en Bolonia en Alarico, re di goti de Bassani y en Armida abbandonata de Buini. En la primavera de 1717 debutó en el San Agostino de Génova en Engleberta y en octubre del mismo año volvió a Bolonia en Merope de Gasparini y Orlandini, nuevamente al lado de la Tesi.
Debutó en Venecia en 1718 como Dalinda en Ariodante de Pollarolo junto a la Tesi y el castrati Bernacchi, ganando el título de Virtuosa da camera della Serenissima Gran Principessa Violante di Toscana. Siempre en la ciudad de los canales interpretó al año siguiente Lamano de Gasparini e Ifigenia in Tauride de Orlandini. En la temporada 1721-1722 pudo exhibirse en Plautilla de Pollarolo, nuevamente al lado de Bernacchi y la Tesi, y Lucio Pappiro dittatore, también de Pollarolo, esta vez al lado de Faustina Bordoni, su futura gran rival en la platea mundial de la ópera de aquel entonces: Londres.
Alternando su intensa actividad en Venecia, la cantante pudo lucirse también en Florencia en Tacere et amare en 1717 y en el Teatro Público de Reggio en Le amazzoni vinti da Ercole de Orlandini en 1718.

## Cuzzoni y Händel
Para 1722 su fama era conocida ya por toda Italia. A fines de ese año es invitada por Händel para formar parte de la Royal Academy of Music en Londres. Cuzzoni aceptó, no sin antes negociar un abultado contrato de 2.000 libras esterlinas. En el viaje a Londres se casó con el clavecinista y compositor Pier Giuseppe Sandoni, con quien tuvo un hijo en 1728.
Francesca fue recibida en Londres con honores propios de una reina y el público se creó una expectación altísima debido a la fama que precedía a la cantante. Para su debut londinense, Händel escribió para ella el aria Falsa immagine, que Cuzzoni rehusó cantar al encontrarla demasiado simple. La anécdota cuenta que tras la negativa de la soprano, Händel montó en cólera diciéndole: «Madame, sé bien que usted es un demonio pero sepa usted que yo soy Belzebú, jefe de los demonios.» Tras esto la tomó de la cintura por la fuerza y amenazó con tirarla por la ventana si volvía a pronunciar palabra.
El 12 de enero de 1723 Cuzzoni hizo su debut londinense como Teoffane en Ottone de Händel. Su actuación fue todo un éxito y las entradas para las siguientes representaciones se agotaron automáticamente. El éxito del Ottone fue tal que a la Cuzzoni se le compuso un madrigal en el que se la definía superior a Orfeo.
Trabajó para la Royal Academy of Music durante 5 temporadas estrenando los papeles principales de soprano en las óperas de Händel:
- Teoffane en Ottone, 12 de enero de 1723.
- Emilia en Flavio, 14 de mayo de 1723.
- Cleopatra en Giulio Cesare in Egitto, 20 de febrero de 1724.
- Asteria en Tamerlano, 31 de octubre de 1724.
- Rodelinda en Rodelinda, regina de' Langobardi, 13 de febrero de 1725.
- Berenice en Scipione, 12 de marzo de 1726.
- Lisaura en Alessandro, 5 de mayo de 1726.
- Antigona en Admeto, re di Tessaglia, 31 de enero de 1727.
- Costanza en Riccardo Primo, re d'Inghilterra, 11 de noviembre de 1727.
- Laodice en Siroe, re di Persia, 17 de enero de 1728.
- Seleuce en Tolomeo, re d'Egitto, 30 de abril de 1728.

Aparte de Händel, la Cuzzoni se lució en los principales títulos de compositores como Bononcini, Ariosti y Leonardo Vinci.
En la Rodelinda pudo brillar en un rol de carácter dramático y patético y aparecer con un vestido muy atrevido que provocó la furia de las mujeres mayores pero que las más jóvenes adoptaron como moda y que según Charles Burney «así universalmente nació el uniforme nacional para la belleza y la juventud».

## Rivalidad con Bordoni
Cuzzoni fue la ídolo femenina indiscutida de Londres hasta la llegada de Faustina Bordoni. Bordoni era una acróbata de la voz pero Cuzzoni era más expresiva y patética. A pesar de eso, Bordoni tenía a su favor un rostro y una figura bellísimos que la encumbraban por encima del físico obeso y hogareño de Cuzzoni. Inmediatamente el público y la crítica se dividió en dos facciones, llegando a circular panfletos.
El 5 de mayo de 1726 ambas cantantes aparecieron juntas en el Alessandro de Händel. El compositor tuvo que repartir las piezas de forma totalmente equitativa para no favorecer a ninguna de las dos divas: así, ambas tenían igual número de arias y recitativos, ambos igualmente difíciles y lúcidos, y las dos tenían cada una un dúo con el héroe, Senesino. La rivalidad siguió creciendo y ambas aparecieron juntas nuevamente en Lucio Vero de Ariosti, Admeto de Händel y Astianatte de Ariosti.
La rivalidad y la efervescencia del público llegó a tal extremo que el 6 de junio de 1727, en una repetición de Astianatte de Ariosti y en presencia de la Princesa de Gales estalló una pita ante la aparición de la Bordoni, a lo que siguieron gritos de sus defensores. La pelea entre el público llegó a tal punto que se traspasó al escenario, donde ambas divas se enfrentaron a golpes, tirándose de los cabellos y arañándose. Un crítico de la época escribió sobre este hecho: «Es una vergüenza que dos damas tan bien criadas se llamen “perra” y “puta” como vulgares callejeras.»
Tras este hecho a ambas cantantes se les canceló la renovación de contrato, aun cuando ambas siguieron apareciendo juntas en Teuzzone de Ariosti, Riccardo Primo, Siroe y Tolomeo de Händel en la temporada. La última aparición de ambas data del 1 de junio de 1728 con una repetición de Admeto.
Tras esto ambas divas tomaron caminos separados: Bordoni partió a París junto a Senesino y Cuzzoni marchó con su esposo a Viena, invitada especialmente por el embajador, el conde Kinsky. Cantó en la corte vienesa y dejó al emperador prendado de su voz. A pesar de su interés en contratarla para exhibirse teatralmente, las negociaciones no llegaron a término, teniendo en cuenta que la Cuzzoni exigía una paga realmente exagerada (24 000 florines anuales).
Regresó pronto a Italia. Entre 1729 y 1732 se estableció en Venecia, donde cantó en el San Giovanni Crisostomo junto a Farinelli en Idaspe de Riccardo Broschi y Artaserse de Hasse. En mayo de 1730 cantó en Piacenza como Arsace en Ifigenia in Aulide de Orlandini y en 1732 nuevamente en Venecia en Teatro San Samuele en el Euristeo de Hasse junto a Babbi y Caffarelli.

## Cuzzoni y Farinelli
En 1733 volvió triunfalmente a Londres en la compañía organizada por Nicola Porpora, de la que formaban parte Senesino y Farinelli, dos famosos castrati. En el periodo de 1734-1736 interpretó óperas de Porpora (Enea nel Lazio, Arianna, Polifemo, Mitridate) además de Artaserse de Hasse, Issippile de Sandoni, su marido, y Adriano in Siria de Veracini. Todas las representaciones se llevaron a cabo en el Teatro Lincoln’s Inn Fields, organizadas y dirigidas por Porpora en directa competencia con el Teatro de Händel.
En 1737 se vio envuelta nuevamente en un escándalo cuando abandonó furtivamente Londres, apareciendo en el mismo momento de su partida el envenenado cadáver de su marido.
A pesar de su viudez apareció en escena nuevamente en Florencia dirigida por Porpora en L’ompiade y Ormisda, de autores desconocidos. En 1738 apareció en Turín en el teatro de la Corte sustituyendo a Santa Santini, que se encontraban enferma, en Ciro riconosciuto de Leo y La clemenza di Tito de Arena, obteniendo 8.000 liras como honorarios.

## Última época
Entre 1740-1742 viajó por los estados alemanes en compañías errantes o como solista en conciertos y se dedicó a malgastar su enorme fortuna en una vida disipada y llena de lujos. En 1742 fue encarcelada en Holanda por impago de deudas, logrando la libertad a cambio de la recaudación de algunas presentaciones.
Entre 1745-1749 fue contratada por la corte de Wuttemberg, donde tuvo que aceptar una paga muy inferior a las grandes sumas que acostumbraba debido a su precaria condición económica. En 1749 partió (con incumplimiento de contrato) a Bolonia y en 1750 a París, donde se exhibió ante la reina de Francia María Leszczynska. Volvió luego por tercera vez a Londres para dar un concierto.
El crítico Charles Burney escribió lo siguiente: «Su voz está reducida a un hilo: en efecto la garganta le era inmanejable debido a su edad (50 años) y toda la calidad de dulzura y suavidad que le hacían tan encantadora están ahora casi desaparecidas... regresó pero pobre, fea y acabada.» El 2 de agosto de 1750 fue arrestada por deudas y liberada gracias a la intervención del Príncipe de Gales. En el curso de 1751 se exhibió en otros dos conciertos en Londres: el 16 de abril de 1751 en el teatro Haymarket y el 22 de abril en la sala de Mr. Hickford, donde cantó arias de las óperas Ottone y Giulio Cesare y el oratorio Samson, que tanta fama y dinero le dieran en el pasado.
Sus últimos dos conciertos fueron acompañados de una carta publicada en el General Advertiser donde le rogaba a sus seguidores asistir para así poder pagar sus deudas. Se retiró a un asilo para indigentes en Bolonia donde pasó los siguientes 21 años de su vida sobreviviendo gracias a la fabricación de botones. Murió en la más absoluta miseria en Bolonia en 1772.
- Datos: Q273664
- Multimedia: Francesca Cuzzoni / Q273664